# سیروس سازدار
سیروس سازدار (زادهٔ ۱۳۳۴ در جلفا) نمایندهٔ حوزهٔ انتخابیهٔ مرند و جلفا در دورهٔ هشتم مجلس شورای اسلامی بوده‌است.

زندگی
سیروس سازدار اهل جلفا دو فرزند به نام های فاطیما و میررضا دارد 
وی در زعفرانیه سکونت میکند و اصلن هادیشهر ی میباشد